# Градище-при-Ракі
Градище-при-Ракі (словен. Gradišče pri Raki) — поселення в общині Кршко, Споднєпосавський регіон, Словенія. Висота над рівнем моря: 285,6 м.